# Arbeitsperson

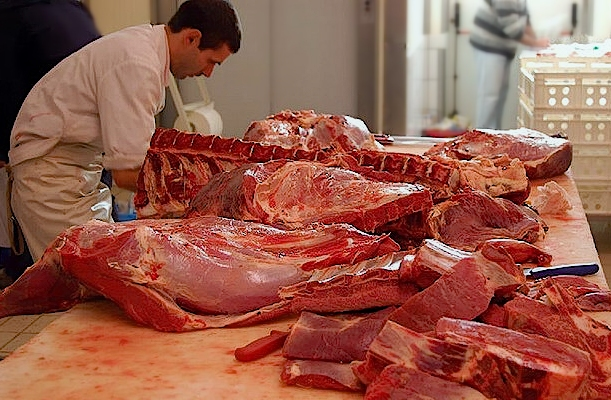
Arbeitsperson beim Verarbeiten von Rindfleisch

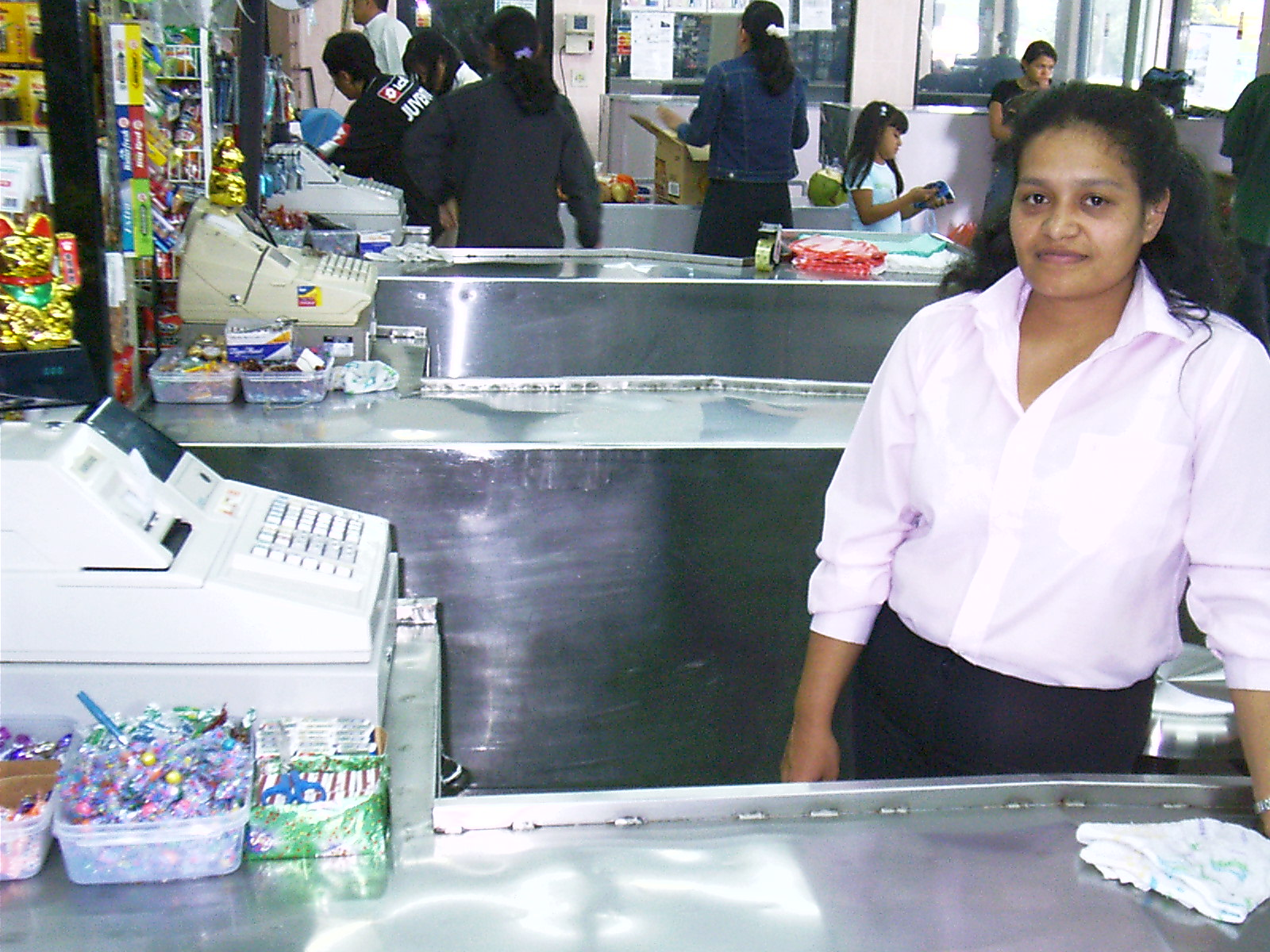
Kassiererin an einer Kasse in Panama

Als Arbeitsperson bezeichnet man in der Arbeitswissenschaft die Person, die eine Arbeit ausführt. Synonym werden auch die Begriffe Arbeitskraft, Arbeiter usw. verwendet oder aber die Bezeichnung der Tätigkeit wie z. B. Dreher, Zerspanungsmechaniker, Maschinenführer, Büro- oder Fachkraft.

## Bezeichnung
Früher war die Bezeichnung „Arbeiter“ üblich. Diese wurde fallengelassen, da die Arbeitsperson jede mit einer zielgerichteten Tätigkeit betraute Person fassen soll, der Begriff Arbeiter jedoch teilweise stark eingeschränkt verstanden wird und politisch aufgeladen ist. Einen marschierenden Soldaten werden die meisten Menschen nicht als Arbeiter sehen, es handelt sich aber sehr wohl um eine Arbeitsperson.

## Bewertung von Tätigkeiten
Für Tätigkeiten einer Arbeitsperson werden im Rahmen der Arbeitsbewertung Bewertungskriterien herangezogen. Die meisten Verfahren zur Ermittlung der personen- und arbeitsplatzbezogenen Wertigkeit der Arbeit beziehen sich dabei auf Kriterien des Genfer Schemas, die von der Internationalen Arbeitsorganisation 1950 anhand allgemeiner, arbeitswissensschaftlicher Erkenntnisse festgelegt wurden.
Auch die von Rohmert definierten Faktoren gingen längere Zeit in die Arbeitsbewertung ein:
- Ausführbarkeit (kurzfristig): Ausführbarkeit beschreibt die physische Möglichkeit, eine Tätigkeit durchzuführen. Beispielsweise kann eine Raumdecke nur angestrichen werden, wenn notwendiges Werkzeug (Leiter, langstielige Pinsel usw.) vorhanden ist; für menschen ist es physisch unmöglich, hundert Meter in drei Sekunden zu laufen und so weiter.
- Erträglichkeit (langfristig): Auch wenn eine Tätigkeit grundsätzlich durchführbar ist, kann sie möglicherweise nicht über längere Zeit ausgeübt werden. Wenn eine Arbeitsperson beispielsweise acht Stunden am Abstich eines Hochofens stehen müsste, wäre die Arbeit nicht mehr erträglich. Sehr wohl aber kann diese Arbeitsstelle für kurze Zeiten eingenommen werden.
- Zumutbarkeit: Ob eine Tätigkeit zumutbar ist oder nicht, hängt von ihrer gesellschaftlichen Bewertung ab. In einem Kulturraum kann eine Tätigkeit als unzumutbar gelten, in einem anderen hingegen das selbstverständliche Einkommen eines Arbeiters sein (beispielsweise Fäkalien ohne Schutzkleidung aus einem Tank schaufeln).
- Zufriedenheit: Hier geht es um die psychologischen Auswirkungen auf die Arbeitsperson. Selbst eine Tätigkeit, die ausführbar, erträglich und zumutbar ist, kann für Personen, die sie ausüben, beispielsweise frustrierend sein, wodurch ihre Produktivität zunehmend eingeschränkt würde.

Die Bewertungskriterien von Arbeitstätigkeiten sollen nach Rohmert in aufsteigender Reihenfolge erfüllt werden, wenn die jeweilige Arbeitsleistung maximiert werden soll. Typische Arbeitsumgebungen leiden aber häufig unter Defiziten, deren Vermeidung die Arbeitsgestaltung verfolgen soll.
Am Rohmert’schen Schema wird kritisiert, dass Ausführbarkeit eine selbstverständliche Voraussetzungen von Arbeitstätigkeit sein sollte und dass Arbeitszufriedenheit zwar in der Praxis weite Verbreitung gefunden hat, der Begriff jedoch wissenschaftlich sehr umstritten ist und jedenfalls „kein brauchbares Kriterium für die Bewertung von Arbeit darstellt“.
Eine Alternative ist das Schema von Luczak et al. aus der Kerndefinition der Arbeitswissenschaft, das schädigungslose, ausführbare, erträgliche und beeinträchtigungsfreie Arbeitsbedingungen fordert.
Noch bedeutsamer ist das System von Winfried Hacker, welches in ausführbar, schädigungslos, beeinträchtigungsfrei und persönlichkeitsförderlich gliedert.

## Zielsetzung
Das Ziel der exakten Beschreibung einer Arbeitsperson ist darin zu suchen, ein Arbeitssystem zu optimieren. Da die Arbeitsperson als eines von sieben Systemelemente betrachtet wird, kann durch die Beeinflussung der Kenntnisse und Fähigkeiten der Arbeitsperson die Arbeitsgestaltung daran ausgerichtet werden.
Als Beispiel mag ein Läufer (Sportler) dienen. Die Betriebsmittel sind Laufstrecke, Schuhe und Kleidung. Die Ausbildung des Läufers über Einteilung eines Rennens, optimierte Trainingsmethoden bis hin zu psychologischer Beeinflussung der eigenen Psyche oder der des Gegners sind erlernbare Fertigkeiten, welche dem Läufer in Wettkämpfen einen Vorteil verschaffen können. Es ist einsichtig, dass in diesem Beispiel das größte Entwicklungspotential in der Arbeitsperson zu suchen ist – Automatisierung ist für dieses Arbeitssystem keine Lösung. Ähnlich können auch für Industrie- oder Büroarbeiter, Kraftfahrer, Polizisten, Ärzte usw. Kenntnisse und Fertigkeiten ermittelt werden, deren Beherrschung die Ausführung der Tätigkeiten verbessert. Verbesserung kann dabei in Steigerung der Geschwindigkeit, Senkung der Fehlerhäufigkeit, Reduktion der arbeitsbedingten Ermüdung oder Verletzungsgefährdung usw. gesucht werden.

## Gliederung der Ablaufarten
Zur Analyse von Arbeitstätigkeiten liefert REFA ein Gliederungsschema, welches sowohl bei Beobachtungen als auch bei der Arbeitsgestaltung herangezogen wird.
Die primäre Gliederungsebene unterscheidet Arbeitspersonen nach ihrer Aktivität:
- im Einsatz bedeutet, die Arbeitsperson ist im Arbeitssystem bei der Erfüllung einer Arbeitsaufgabe tätig.
- außer Einsatz bedeutet, die Arbeitsperson hat die Tätigkeit aufgrund einer von vier Ursachen unterbrochen.
- Betriebsruhe bedeutet, dass die Tätigkeit aufgrund einer gesetzlichen, betrieblichen oder tariflichen Pause, eines Feiertags usw. unterbrochen ist.
- nicht erkennbar bedeutet, dass die Tätigkeit der Arbeitsperson keiner der drei anderen Aktivitäten zugeordnet werden kann.

Die Tätigkeit wird (analog zur Nutzung) gegliedert in:
- Haupttätigkeit: Die Arbeitsperson führt die Arbeitstätigkeit aus. Bei der Arbeitsaufgabe „Montieren“ etwa bedeutet das, die Arbeitsperson montiert, bei der Arbeitsaufgabe „Schweißen“, sie schweißt.
- Nebentätigkeit: Die Arbeitsperson führt nicht direkt die Arbeitsaufgabe aus. Bei der Arbeitsaufgabe „Montieren“ kann das beispielsweise bedeuten, die Arbeitsperson greift nach einem Schraubendreher oder Material, oder bei der Arbeitsaufgabe „Schweißen“, die Arbeitsperson prüft eine Schweißnaht mit dem Hammer.
- zusätzliche Tätigkeit: Tätigkeiten, die eine Arbeitsperson zusätzlich zu Haupt- und Nebentätigkeiten ausführt, beispielsweise eine Arbeit während der Hauptnutzungszeit eines Betriebsmittels.

Die Unterbrechungen der Tätigkeit (auch analog zur Nutzung) gliedern sich in vier mögliche Unterbrechungsarten:
- ablaufbedingtes Unterbrechen tritt auf, wenn der Arbeitsablauf im Arbeitssystem eine Unterbrechung unvermeidlich macht, z. B. wenn die Arbeitsperson darauf wartet, dass ein automatischer Ablauf abgeschlossen wird.
- störungsbedingtes Unterbrechen liegt vor, wenn der Arbeitsablauf aufgrund einer Störung (gebrochener Bohrer, verschmutztes Werkzeug u. Ä.) unterbrochen wird. Hierzu zählen auch Störungen durch den Vorgesetzten, der eine Frage stellt.
- erholungsbedingtes Unterbrechen liegt vor, wenn die Arbeitsperson eine erholungsbedingte Pause einlegt.
- persönlich bedingtes Unterbrechen bezeichnet alle sonstigen Unterbrechungen der Arbeitstätigkeit; z. B. der Gang zur Toilette, Trinken oder Essen während der Arbeitszeit.